# Horní Životice
Horní Životice (niem. Seitendorf) – gmina w Czechach, w powiecie Bruntál, w kraju morawsko-śląskim. Według danych z dnia 1 stycznia 2012 liczyła 331 mieszkańców.
W latach 1978–1990 miejscowość była częścią miasta Horní Benešov.

## Galeria

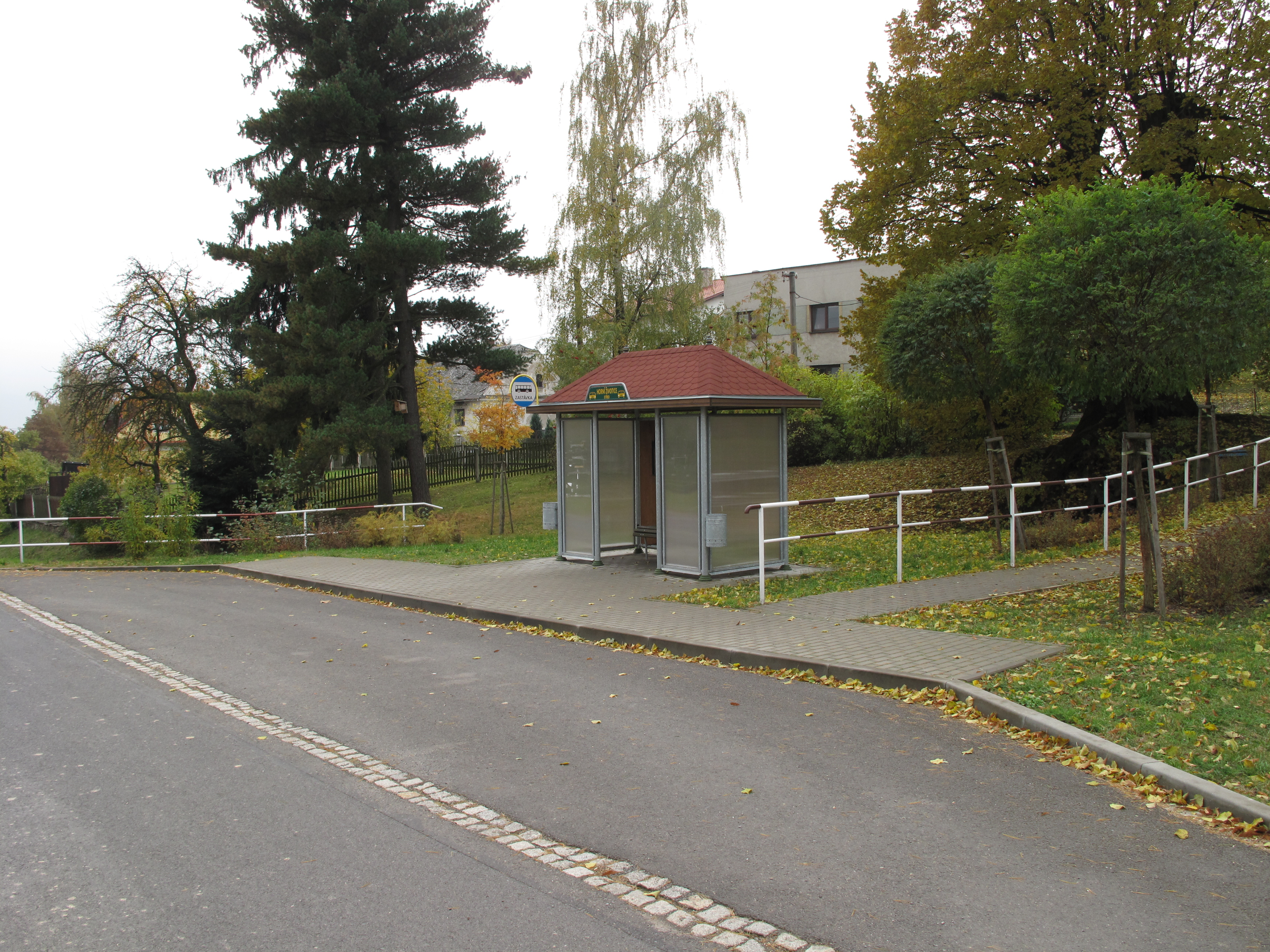
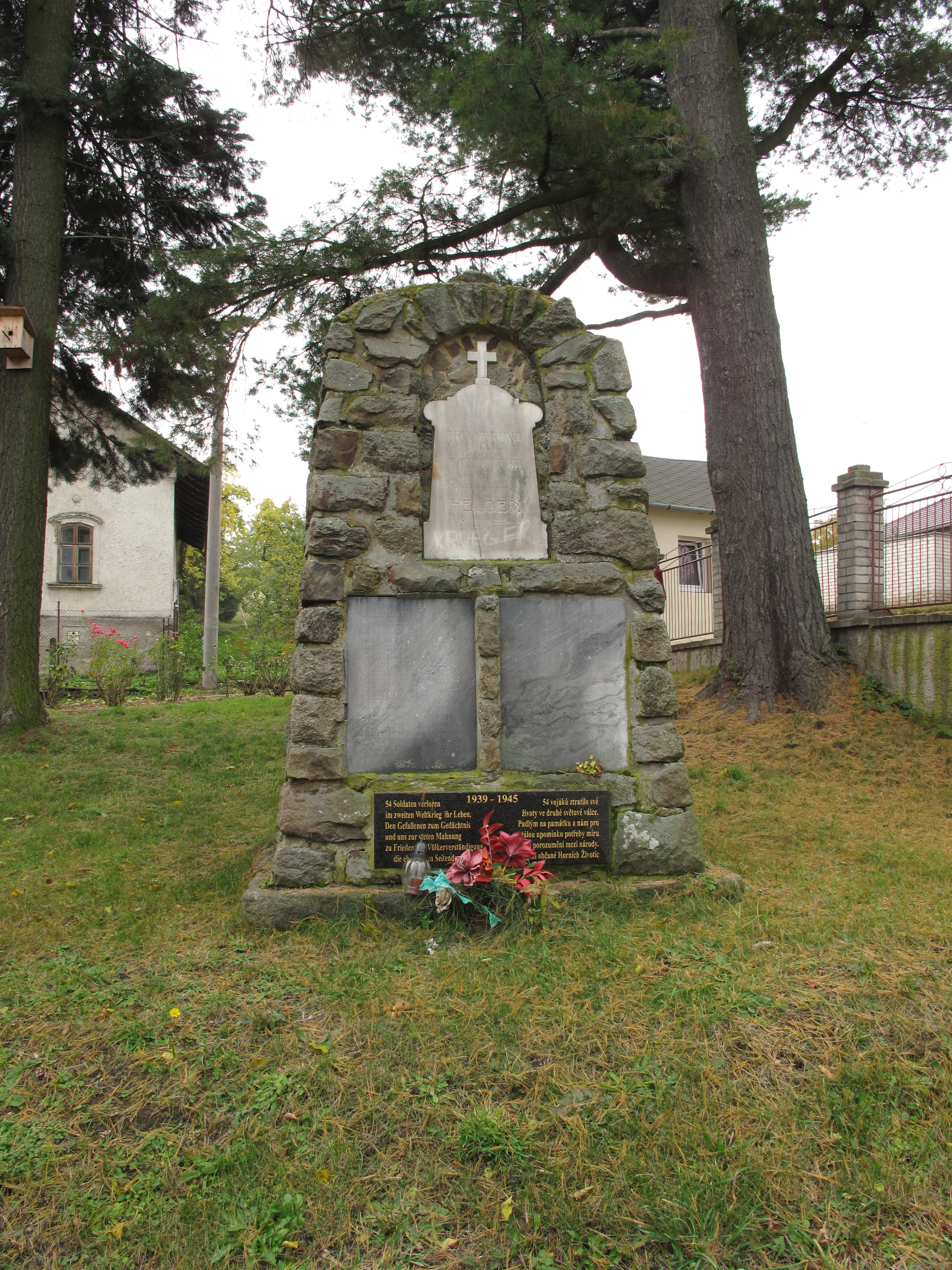